# David di Donatello 2010
La cerimonia di premiazione della 55ª edizione dei David di Donatello ha avuto luogo il 7 maggio 2010 all'Auditorium Conciliazione a Roma ed è stato trasmesso su Rai Sat Cinema e Rai 1.
Le candidature sono state annunciate l'8 aprile. Il film con il maggior numero di nomination (18) è stato La prima cosa bella di Paolo Virzì, a seguire L'uomo che verrà di Giorgio Diritti (16), Vincere di Marco Bellocchio (15), Baarìa di Giuseppe Tornatore (14) e Mine vaganti di Ferzan Özpetek (13).
Vincere di Marco Bellocchio è il film che si aggiudica più riconoscimenti (8), a seguire con 3 premi L'uomo che verrà di Giorgio Diritti che si aggiudica la statuetta per il miglior film e La prima cosa bella di Paolo Virzì.

## Vincitori e candidati
Vengono di seguito indicati in grassetto i vincitori.
Miglior film
- L'uomo che verrà, regia di Giorgio Diritti
- Baarìa, regia di Giuseppe Tornatore
- La prima cosa bella , regia di Paolo Virzì
- Mine vaganti, regia di Ferzan Özpetek
- Vincere, regia di Marco Bellocchio

Miglior regista
- Marco Bellocchio - Vincere
- Giuseppe Tornatore - Baarìa
- Giorgio Diritti - L'uomo che verrà
- Paolo Virzì - La prima cosa bella
- Ferzan Özpetek - Mine vaganti

Miglior regista esordiente
- Valerio Mieli - Dieci inverni
- Susanna Nicchiarelli - Cosmonauta
- Claudio Noce - Good Morning Aman
- Marco Chiarini - L'uomo fiammifero
- Giuseppe Capotondi - La doppia ora

Migliore sceneggiatura
- Francesco Bruni, Francesco Piccolo e Paolo Virzì - La prima cosa bella
- Jim Carrington, Andrea Purgatori, Marco Risi e Maurizio Cerino - Fortapàsc
- Giorgio Diritti, Giovanni Galavotti e Tania Pedroni - L'uomo che verrà
- Ivan Cotroneo e Ferzan Özpetek - Mine vaganti
- Marco Bellocchio e Daniela Ceselli - Vincere

Migliore produttore
- Simone Bachini e Giorgio Diritti - L'uomo che verrà
- Giampaolo Letta e Mario Spedaletti - Baarìa
- Angelo Barbagallo e Gianluca Curti - Fortapàsc
- Domenico Procacci - Mine vaganti
- Mario Gianani - Vincere

Migliore attrice protagonista
- Micaela Ramazzotti - La prima cosa bella
- Greta Zuccheri Montanari - L'uomo che verrà
- Stefania Sandrelli - La prima cosa bella
- Margherita Buy - Lo spazio bianco
- Giovanna Mezzogiorno - Vincere

Migliore attore protagonista
- Valerio Mastandrea - La prima cosa bella
- Antonio Albanese - Questione di cuore
- Libero De Rienzo - Fortapàsc
- Kim Rossi Stuart - Questione di cuore
- Filippo Timi - Vincere

Migliore attrice non protagonista
- Ilaria Occhini - Mine vaganti
- Anita Kravos - Alza la testa
- Alba Rohrwacher - L'uomo che verrà
- Claudia Pandolfi - La prima cosa bella
- Elena Sofia Ricci - Mine vaganti

Migliore attore non protagonista
- Ennio Fantastichini - Mine vaganti
- Il complesso degli attori non protagonisti - Baarìa
- Pierfrancesco Favino - Baciami ancora
- Marco Giallini - Io, loro e Lara
- Marco Messeri - La prima cosa bella

Migliore direttore della fotografia
- Daniele Ciprì - Vincere
- Enrico Lucidi - Baarìa
- Roberto Cimatti - L'uomo che verrà
- Nicola Pecorini - La prima cosa bella
- Maurizio Calvesi - Mine vaganti

Migliore musicista
- Ennio Morricone - Baarìa
- Marco Biscarini e Daniele Furlati - L'uomo che verrà
- Carlo Virzì - La prima cosa bella
- Pasquale Catalano - Mine vaganti
- Carlo Crivelli - Vincere

Migliore canzone originale
- Baciami ancora di Jovanotti - Baciami ancora
- Angela di Checco Zalone - Cado dalle nubi
- 21st Century Boy di Bad Love Experience - La prima cosa bella
- Sogno di Patty Pravo - Mine vaganti
- Canzone in prigione - Marlene Kuntz - Tutta colpa di Giuda

Migliore scenografo
- Marco Dentici - Vincere
- Maurizio Sabatini - Baarìa
- Giancarlo Basili - L'uomo che verrà
- Tonino Zera - La prima cosa bella
- Andrea Crisanti - Mine vaganti

Migliore costumista
- Sergio Ballo - Vincere
- Luigi Bonanno - Baarìa
- Lia Francesca Morandini - L'uomo che verrà
- Gabriella Pescucci - La prima cosa bella
- Alessandro Lai - Mine vaganti

Migliore truccatore
- Franco Corridoni - Vincere
- Gino Zamprioli - Baarìa
- Amel Ben Soltane - L'uomo che verrà
- Paola Gattabrusi - La prima cosa bella
- Luigi Rocchetti e Erzsébet Forgács - Mi ricordo Anna Frank

Migliore acconciatore
- Alberta Giuliani - Vincere
- Giusy Bovino - Baarìa
- Aldo Signoretti e Susana Sanchez Nunez - Io, Don Giovanni
- Daniela Tartari - L'uomo che verrà
- Massimo Gattabrusi - La prima cosa bella

Migliore montatore
- Francesca Calvelli - Vincere
- Massimo Quaglia - Baarìa
- Giorgio Diritti e Paolo Marzoni - L'uomo che verrà
- Simone Manetti - La prima cosa bella
- Patrizio Marone - Mine vaganti

Migliore fonico di presa diretta
- Carlo Missidenti - L'uomo che verrà
- Faouzi Thabet - Baarìa
- Bruno Pupparo - Genitori & figli - Agitare bene prima dell'uso
- Mario Iaquone - La prima cosa bella
- Gaetano Carito - Vincere

Migliori effetti speciali visivi
- Paola Trisoglio e Stefano Marinoni - Vincere
- Mario Zanot - Baarìa
- LIMINA - L'uomo che verrà
- Ermanno Di Nicola - L'uomo fiammifero
- EDI – Effetti Digitali Italiani - La prima cosa bella

Miglior documentario di lungometraggio
- La bocca del lupo, regia di Pietro Marcello
- Hollywood sul Tevere, regia di Marco Spagnoli
- L'isola dei sordobimbi, regia di Stefano Cattini
- The One Man Beatles, regia di Cosimo Messeri
- Valentina Postika in attesa di partire, regia di Caterina Carone

Miglior cortometraggio
- Passing Time, regia di Laura Bispuri
- L'altra metà, regia di Pippo Mezzapesa
- Buonanotte, regia di Riccardo Banfi
- Nuvole, mani, regia di Simone Massi
- Uerra, regia di Paolo Sassanelli

Miglior film dell'Unione Europea
- Il concerto (Le concert), regia di Radu Mihăileanu
- Il nastro bianco (Das weiße Band), regia di Michael Haneke
- Il profeta (Un prophète), regia di Jacques Audiard
- Soul Kitchen, regia di Fatih Akın
- Welcome, regia di Philippe Lioret

Miglior film straniero
- Bastardi senza gloria (Inglourious Basterds), regia di Quentin Tarantino
- A Serious Man, regia di Ethan Coen e Joel Coen
- Avatar, regia di James Cameron
- Invictus - L'invincibile (Invictus), regia di Clint Eastwood
- Tra le nuvole (Up in the Air), regia di Jason Reitman

Premio David Giovani
- Baarìa, regia di Giuseppe Tornatore
- Baciami ancora, regia di Gabriele Muccino
- Genitori & figli - Agitare bene prima dell'uso, regia di Giovanni Veronesi
- Io, loro e Lara, regia di Carlo Verdone
- L'uomo che verrà, regia di Giorgio Diritti

David speciale
- Lina Wertmüller alla carriera
- Bud Spencer alla carriera
- Terence Hill alla carriera
- Tonino Guerra alla carriera